# دهه ۶۴۰ (پیش از میلاد)
دهه ۶۴۰ (پیش از میلاد) ۶۴مین دهه قبل از مبدا شروع تقویم میلادی است.